# Salacca affinis
Salacca affinis är en enhjärtbladig växtart som beskrevs av William Griffiths. Salacca affinis ingår i släktet Salacca och familjen Arecaceae. Inga underarter finns listade i Catalogue of Life.